# أندروني

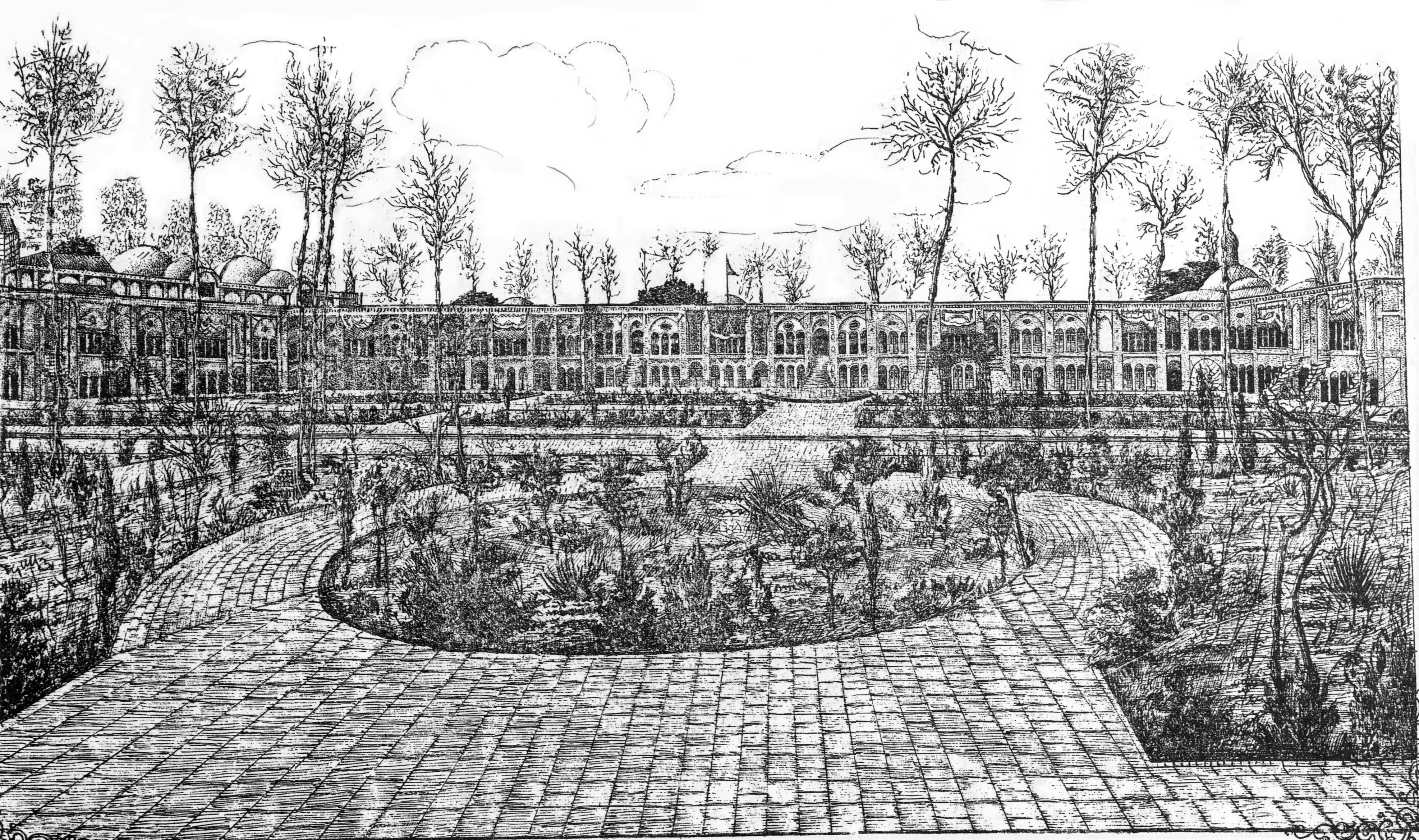
أندرني قصر كلستان، طهران

الأندروني في العمارة الإيرانية، هو الحي الداخلي يخدم مساحةً خاصةً للنساء.

## مساحة خاصة
في العمارة السكنية التقليدية الفارسية [الإنجليزية]، يعتبر الأنجرتي جزءًا من المنزل الذي يتم فيه إنشاء الأحياء الخاصة. وهذا هو المكان الذي تستطيع فيه نساء البيت التحرك بحرية دون أن يراهن أحد من الخارج ( محرم ). وهذا أيضًا هو المكان الذي تستطيع فيه المرأة التفاعل مع أقاربها ( المحارم ) دون الالتزام بقواعد اللباس أو ارتداء الحجاب.
في حالة وجود أكثر من زوجة لرب الأسرة، يجب بناء أندروني لكل امرأة، ليكون قسمها الخاص في كما هو الحال بالنسبة لحماتها أو أخت زوجها إذا كانوا يعيشون مع العائلة. الرجال الوحيدون المسموح لهم بدخول هذه المنطقة هم أولئك المرتبطون بشكل مباشر برب المنزل (أبناؤه) والزوج نفسه، والذي قد يشمل الأولاد دون سن البلوغ، والضيوف المسموح لهم بالدخول في ظروف خاصة.
عادة ما تكون الساحة (عادة في التالار ) الخاصة بالمنزل موجودة في الأندروني .

## ثنائية
المساحة المكافئة للرجال يسمى بيروني. والأندردني والبيروني اللذان بُنيا حول حديقة، هما جزء مما يسمى بالثنائية الداخلية والخارجية للمنازل الفارسية، والتي تشير إلى التقسيم المكاني بين قطاع الأندروني والبيروني. الأول هو المساحة الخاصة بينما يمثل الأخير الحي العام لأنه أيضًا المكان الذي تتم فيه الأعمال والاحتفالات. يتم توظيف الرسل، الذين عادة ما يكونون من الصبية الصغار، في التفاعل بين الحيين.

## طالع أيضًا
- مساحات مخصصة للنساء [الإنجليزية]
- زنانة

## قراءة إضافية
- جمال زاده، م.أ. أندرون . الموسوعة الإيرانية .
- نبي زاده، سيما؛ أوراز، توركان أولوسو. المرأة العصرية في مواجهة البيت الحديث: السمات المميزة للأمة الحديثة خلال عشرينيات وأربعينيات القرن العشرين في إيران . يونيو 2017. مجلة كلية الهندسة المعمارية بجامعة الشرق الأوسط التقنية 34(1). DOI:10.4305/METU. JFA.2017.1.8